# Alchemilla kiwuensis
Alchemilla kiwuensis é uma espécie de rosácea do gênero Alchemilla, pertencente à família Rosaceae.